# Bonnières (Pas-de-Calais)
Bonnières – miejscowość i gmina we Francji, w regionie Hauts-de-France, w departamencie Pas-de-Calais. W 2016 roku populacja ówczesnej gminy wynosiła 673 mieszkańców. 
Dnia 1 stycznia 2019 roku połączono dwie wcześniejsze gminy: Canteleux oraz Bonnières. Siedzibą gminy została miejscowość Bonnières, a nowa gmina przyjęła jej nazwę. 